# Sengenya (Nanyumbu)
Sengenya ist ein Verwaltungsbezirk (englisch Ward) des Distrikts Nanyumbu in der tansanischen Region Mtwara.

## Geografie
Sengenya liegt im Südosten von Tansania im Nordwesten der Distrikthauptstadt Mangaka. Der Bezirk grenzt im Norden an Matekwe in der Region Lindi, im Nordosten an Msikisi, im Osten an Nangomba und Kilimanihewa, im Süden an Mangaka und im Westen an Likokona. Bei der Volkszählung 2022 lebten 20.626 Menschen in 6038 Haushalten auf einer Fläche von 397 Quadratkilometern.

## Gliederung
Der Bezirk besteht aus elf Gemeinden (Mtaa) mit 51 Orten (Kitongoji):
| Sengenya - Pwani - Kijiweni - Mabatini - Mnazi Mmoja | Mkumbaru - Mkumbaru - Songambele A - Naivanga - Songambele B - Somili | Matimbeni - Azimio - Amani - Dodoma - Kisumu - Ilala | Rukumbi - Mbuyuni - Shuleni - Rukumbi A | Chinyanyira - Mapinduzi - Amani - Mwenge - Mererani - Chemchem - Temeke |

| Mara - Kivukoni - Kilosa - Rahaleo - Mapinduzi - Elimu | Nachiura - Dodoma - Shuleni - Mzalendo - Mapinduzi - Amani | Namarupi - Kilimahewa - Kibaoni - Jiungeni | Kisimatuli - Mchenjeuka - Kilimahewa - Mnazimmoja - Mbuyuni | Amani - Amani - Tukaewote - Sautimoja - Mtakuja - Napiri | Masyalele - Ngalole - Magomeni - Namasimba - Kilimahewa - Igunga - Mchoteka |

## Infrastruktur
- Bildung: Die Sengenya Secondary School ist eine staatliche weiterführende Schule. Sie bildet Tagesschüler bis zur 4. Stufe aus.[8]
- Gesundheit: In der Gemeinde Sengenya liegt eine öffentliche Apotheke.[9]
- Verkehr: Durch den Süden des Bezirks verläuft die asphaltierte Nationalstraße T6, die Mtwara mit dem Malawisee verbindet.[10]
- Wasser: Im Jahr 2023 wurde der Sengenya-Staudamm erweitert, sodass sich seine Speicherkapazität von 90 auf 514 Millionen Liter erhöhte.[11]